# Sipa (wieś)
Sipa – wieś w Estonii, prowincji Rapla, w gminie Märjamaa.